# Tirà alablanc
El tirà alablanc (Knipolegus aterrimus) és un ocell de la família dels tirànids (Tyrannidae).

## Hàbitat i distribució
Habita boscos, zones amb matolls per l'est dels Andes del nord i sud-est del Perú, Bolívia, oest de l'Argentina i Paraguai.